# 胡亚桥
拿督胡亚桥（英語：Fu Ah Kiow，1949年—）是马来西亚政治人物、马华公会元老。2000年5月17日，他被首相马哈迪·莫哈末任命为国际贸易及工业部政务次长。2003年6月内阁改组后，任文化、艺术及旅游部副部长。在2000年至2003年的马华双林党争中，胡亚桥被认为是B队阵营的人士，反对由总会长林良实所领导的A队。
2014年2月27日，胡亚桥受委为星报媒体集团独立及非执行董事，并于同年的5月21日受委为主席。2021年3月1日，胡亚桥宣布辞去星报媒体主席及董事职。之后，他的位子被马华前副总会长曹智雄取代。

## 家庭
胡亚桥已婚，育有三个孩子。他的母亲张三娥于2017年3月3日逝世，享年94岁。